# Mehadia, Caraș-Severin
Mehadia este satul de reședință al comunei cu același nume din județul Caraș-Severin, Banat, România.

## Prima atestare
Romanii au fondat o așezare și o tabără militară la graniță, numind-o «Ad Mediam».

## Personalități
• Nicolae Cena (1844-1922), Feldmarschalleutnant al Armatei Imperiale Austro-Ungare, apoi general de divizie în România Mare, director al stațiunii Băile Herculane și arheolog